# Roger Vonlanthen
Roger Vonlanthen   (Ginebra, 5 de desembre de 1930 - Onex, 7 de juliol de 2020) fou un futbolista i entrenador de futbol suís.
Com a futbolista defensà els colors de diversos clubs suïssos i italians: Grasshoppers (1951-55), Inter Milà (1955-57), Alessandria (1957-59) i Lausanne (1959-66). Fou 27 cops internacional i marcà 8 gols amb la selecció de futbol de Suïssa entre 1954 i 1966, i participà a dos Mundials els anys 1954 i 1962.
També fou entrenadors al Servette FC, Lausanne i CS Chênois, així com a la selecció de Suïssa de 1977 a 1979.